# Carlo Francesco Durini
Carlo Francesco Durini, né le 20 janvier 1693 à Milan, alors capitale du duché de Milan, et mort dans la même ville le 25 juin 1769, est un cardinal italien du XVIIIe siècle. Il est l'oncle du cardinal Angelo Maria Durini.

## Biographie
Carlo Francesco Durini exerce diverses fonctions au sein de la Curie romaine avant d'être nommé inquisiteur de Malte du 4 avril 1735 à février 1739, archevêque titulaire de Rhodes (de) en 1739. Il est envoyé comme nonce apostolique en Suisse, puis en France en 1744. Il est ensuite nommé évêque de Pavie en 1753 et archevêque titulaire d'Amasea (de).
Le pape Benoît XIV le crée cardinal-prêtre lors du consistoire du 26 novembre 1753. Il participe au conclave de 1758, lors duquel Clément XIII est élu et à celui de 1769 (élection de Clément XIV).

### Sources
- Fiche du cardinal Carlo Francesco Durini sur le site fiu.edu